# Serica minshanica
Serica minshanica är en skalbaggsart som beskrevs av Ahrens 2005. Serica minshanica ingår i släktet Serica och familjen Melolonthidae. Inga underarter finns listade i Catalogue of Life.